# Никулихин, Яков Петрович
Я́ков Петро́вич Нику́лихин (27 сентября [9 октября] 1899, с. Княщины, Тверская губерния — 15 января 1938, Воронеж) — советский партийный деятель; доктор экономических наук (1936), профессор (1936), ректор Воронежского сельскохозяйственного института (1934—1937).
Репрессирован, расстрелян в 1938 году.

## Биография
Родился в 1899 году в с. Княщины (ныне — в Вышневолоцком районе Тверской области) в крестьянской семье.
До 1917 года работал слесарем на заводе в Петрограде. В 1917 году вступил в РКП(б), участвовал в Октябрьской революции (Петроград, 1917).
С 1918 года на партийной работе: секретарь Борисоглебского уездного комитета (1918—1920), заведующий отделом (1920) Тамбовского губернского комитета РКП(б). В 1920—1921 годах политработник на Крымском и Кавказском фронтах; редактор армейской газеты «Красный воин».
В 1921—1923 годах — секретарь Невского районного комитета РКП(б) Петрограда, редактор журнала «Красная деревня».
В 1925 году окончил курсы марксизма-ленинизма при ЦК ВКП(б) — Коммунистический университет имени Я. М. Свердлова, в 1929 — Институт красной профессуры.
В 1930-е годы работал в Научно-исследовательском колхозном институте при Колхозцентре СССР и в аграрном институте при Комакадемии, директором Воронежского института экономики сельского хозяйства. С 1934 года — директор Воронежского СХИ.
14 июля 1937 года был арестован управлением НКВД по Воронежской области. По обвинению в активном участии в антисоветской право-троцкистской диверсионно-террористической организации по статьям 58-8 и 58-11 УК РСФСР выездной сессией Военной коллегии Верховного суда СССР в Воронеже 15 января 1938 года приговорён к высшей мере наказания. Расстрелян 15 января 1938 года. Похоронен в Воронеже.
Реабилитирован 25 июня 1957 года Военной коллегией Верховного суда СССР — дело прекращено по вновь открывшимся обстоятельствам.

## Научные взгляды
Основные направления исследований:
- социалистическая реконструкция сельского хозяйства,
- механизация земледелия,
- социальное содержание процесса интеграции промышленности и сельского хозяйства.

Разрабатывал модели специализированных производств, типов МТС. Сторонник создания крупных колхозов. Один из инициаторов идеи образования в сельском хозяйстве аграрно-индустриальных комбинатов. Считал, что колхозы, совхозы, МТС разовьются в крупные индустриальные хозяйства и станут составными частями аграрно-индустриальных комбинатов. Обосновывал необходимость единого управления ими, единого производственного плана, общего энергетического центра.
- Лурье Д. Г., Никулихин Я. П. Политика партии в деревне : Учебник для высш. ком. с.-х. школ. — М.; Л.: Сельхозгиз, 1934. — 423 с.
- Никулихин Я. П. Борьба за рентабельность колхозов / Под общ. ред. Д. П. Давыдова. — М.: Сельхозгиз, 1934. — 181+2 с.
- Никулихин Я. П. Буржуазные теории и вредительство в освоении новой сельскохозяйственной техники. — М.: Сельхозгиз, 1933. — 40 с.
- Никулихин Я. П. Великий перелом и задачи крестьян. — Пб : Гос. изд., 1921. — 83 с.
- Никулихин Я. П. За высокий урожай зерна. — [Воронеж] : Ворон. обл. кн-во, 1936. — 93+2 с.
- Никулихин Я. П. Индустриализация сельского хозяйства СССР. — М.; Л.: Огиз — Гос. изд-во с.-х. и колхоз.-кооп. лит-ры, 1931. — 470+2 с.
- Никулихин Я. П. Крестьянство и 1 мая. — М.; Л.: Гос. изд-во, 1927. — 48 с.
  -  — 2-е изд., доп. и перераб. — М.; Л.: Гос. изд-во, 1929. — 64 с.
- Никулихин Я. П. Манифест и его значение. — М.; Л.: Московский рабочий, 1928. — 48 с. — (Серия Манифест ЦИК СССР).
- Никулихин Я. П. На фронте гражданской войны (1918—1921 гг.) : Очерки и воспоминания. — Пг.: Прибой, 1923. — 216+2 с. — (Б-ка гражд. войны ; Вып.1).
- Никулихин Я. П. Новые принципы профессионального движения. — Пб.: Прибой, 1918. — 15 с.
- Никулихин Я. П. Новый этап колхозного движения : Доклад Я. П. Никулихина : Выступления т. Уварова, Билаш, Харченко… [и др.]. — М.; Л.: Огиз — Гос. изд-во с.-х. и колхоз.-кооп. лит-ры, 1931. — 140+3 с.
- Никулихин Я. П. О бедняке, середняке и кулаке. — М.; Л.: Гос. изд., 1925. — 32 с. — (Решения 3-го съезда Советов СССР).
  -  — 3-е изд. — М.; Л.: Гос. изд., 1925. — 32 с.
- Никулихин Я. П. О профессиональных союзах : Решения XIV Всесоюз. съезда Ком. партии (б) : С прил. резолюции по вопр. о работе профсоюзов. — Харьков : Пролетарий, 1926. — 75+2 с. — (Парт. б-чка)
- Никулихин Я. П. О фракционности и политической демократии : Прилож.: Извещение ЦК ВКП(б) о внутрипартийном положении и заявление оппозиционных лидеров. — М.; Л.: Московский рабочий, 1927 [1926]. — 65 с.
- Никулихин Я. П. Октябрьская революция и крестьянство. — [Харьков] : Пролетарий, 1925. — 60+3 с.
- Никулихин Я. П. Политика партии в деревне. — М.; Л.: Гос. изд., 1926. — 64 с. — (Итоги и решения 14-го съезда ВКП(б) = Рабоче-крестьян. б-чка).
- Никулихин Я. П. Почему я не верую в бога. — Пб. : Гос. изд., 1922. — 28 с.
  -  — [Херсон] : Агит.-проп. Херсон. окркома К. П. Б. У., 1924. — 32 с.
- Никулихин Я. П. Проблема железнодорожного строительства (В порядке обсуждения) // Большевик. — М., 1927. — № 11 — 12 (15 июня). — С. 90-98[4].
- Никулихин Я. П. Социалистическая реконструкция сельского хозяйства в первой 5-летке. — [М.] : Парт. изд-во, 1934. — 141+2 с.
- Никулихин Я. П. Широким фронтом против религии : Перер. доклад, сделанный на 1 Моск. обл. съезде Союза воинствующих безбожников. — [М.] : Госиздат РСФСР «Московский рабочий», 1930. — 38+2 с.
- Социалистическая реконструкция сельского хозяйства : Учебник для совпартшкол, с.-х. техникумов и школ колхозной молодежи / И. Алтайский, В. Барчук, А. Блюменталь, Л. Михайлов, Ф. Незнамов, А. Никаноров, Я. Никулихин, М. Устинов, А. Чешков, П. Чулков; Под ред. Я. Никулихина. — М.; Л.: Огиз — Моск. рабочий, 1931. — 299+5 с.

## Адреса
В Воронеже — СХИ, Профессорский корпус, кв. 13.